# Wilhelm Bohnstedt
Wilhelm Bohnstedt (* 15. Oktober 1888 in Schmarsow, Kreis Prenzlau; † 11. August 1947 in Hameln) war ein deutscher Offizier, zuletzt Generalleutnant im Zweiten Weltkrieg.

## Leben
Wilhelm Bohnstedt trat Mitte März 1909 als Fahnenjunker in das Infanterie-Regiment 52 (Cottbus) ein und diente dort gemeinsam mit Walter Model. Beide wurden dort am 22. August 1910 (Patent zum 22. August 1908) zum Leutnant befördert. Bohnstedt diente als Offizier im Ersten Weltkrieg.
Er wurde nach dem Krieg in die Reichswehr übernommen und diente u. a. als Hauptmann; Beförderung Mitte Dezember 1917; im 8. Infanterie-Regiment. Später war er im Regiment sieben Jahre Chef der 4. MG-Kompanie (Frankfurt an der Oder). Vom 1. August 1933 bis Oktober 1934 war er, bereits als Oberstleutnant, Kommandeur des Ausbildungsbataillons des 8. Infanterie-Regiments, welches anschließend dem Infanterie-Regiment Glogau angeschlossen wurde und dessen Führung er übernahm.
Als Oberstleutnant führte er in der Wehrmacht ab Mitte Oktober 1935 das bei der 18. Infanterie-Division neu aufgestellte Infanterie-Regiment 51 (Liegnitz). Anfang April 1936 wurde er in dieser Position zum Oberst befördert. Anfang Juni 1940 gab er, im April 1940 zum Generalmajor befördert, das Kommando ab. Vom Mitte Juni 1940 bis Mitte April 1942 führte er formal die 32. Infanterie-Division, erst bis September 1940 im Westfeldzug und dann an der Ostfront. Er kommandierte die Division beim Beginn der Kesselschlacht von Demjansk, wurde aber bereits von Ende Januar bis April krankheitsbedingt als Kommandeur vertreten. Im April 1942, Anfang des Monats zum Generalleutnant befördert, vertrat er Generalmajor Otto Sponheimer als Kommandeur der 21. Infanterie-Division. Im Mai 1942 wurde er zum Inspekteur der Infanterie im OKH beim Chef der Heeresrüstung und Befehlshaber des Ersatzheeres (Chef H Rüst u BdE) in Berlin ernannt. Am 25. Januar 1945 wurde er aus dieser Position in die Führerreserve versetzt.

## Auszeichnungen
- Eisernes Kreuz (1914) II. und I. Klasse
- Spange zum Eisernen Kreuz II. und I. Klasse
- Ritterkreuz des Eisernen Kreuzes am 13. Oktober 1941[7][8]